# Деманж, Жан Франсуа
Жан-Франсуа Деманж (родился 1789, Франция) — французский и российский филолог-ориенталист, первый преподаватель арабского и персидского языков в Петербургском университете.

## Биография
Изучал в Париже арабский язык. По инициативе С. С. Уварова, попечителя  Петербургского учебного округа при Главном педагогическом институте, который был вскоре преобразован в Петербургский университет, было развернуто изучение восточных языков. Учебное начальство обратилось к французскому ученому Сильвестру де Саси, как авторитету в своей специальности, с просьбой указать достойных преподавателей арабского и персидского языков. Де Саси указал на двух лучших своих учеников — Ф. Б. Шармуа и Деманжа, которые и были приглашены в Петербург. С 1 сентября 1817 года Деманж занял кафедру арабского языка в Педагогическом институте и после его преобразования в университет в 1819 сохранил за собой эту кафедру.
С 1820 года преподавал также арабский язык в учебном отделении восточных языков при Азиатском департаменте Министерства иностранных дел.
В 1822 году после разгрома лучших преподавательских сил университета, учинённого Д. П. Руничем, оставил кафедру в университете и продолжал службу при Министерстве иностранных дел, где работал до 1839 года. Как о преподавателе, о нём сохранились противоположные отзывы. Н. И. Веселовский писал о нём, как о человеке равнодушном к своему предмету. Однако В. В. Григорьев отзывался о нём, как о прекрасном преподавателе. Научных трудов не оставил.